# Per fare casa ci vuole un albero
Per fare casa ci vuole un albero (The Treehouse Guys) è un docu-reality statunitense, andato in onda dal 2014 al 2017 su DIY Network e trasmesso in Italia da HGTV.

## Format
La trasmissione segue l'attività di Christopher Haake e James Roth, nella costruzione di case sull'albero. I due amici e la loro squadra di costruttori, esaudiscono i desideri di clienti molto esigenti. 

## Edizioni
| Edizione         | Episodi | Prima TV USA | Prima TV Italia |
| ---------------- | ------- | ------------ | --------------- |
| Prima edizione   | 15      | 2014-2015    | 2015-2016       |
| Seconda edizione | 12      | 2016         | 2017            |
| Terza edizione   | 6       | 2017         | Inedita         |